# 남포 관아문
남포 관아문(藍浦官衙門)은 조선 시대 남포현과 외곽을 두르고 있는 남포읍성의 관아 건물이다. 외삼문으로 남포현의 출입문인 진서루, 내삼문으로 동헌 출입문인 옥산아문, 외동헌으로 이루어져 있다. 충청남도의 유형문화재 제65호로 지정되었으며 대한민국 충청남도 보령시 남포면 읍내리에 있다.
조선 태종 6년(1397년) 병마사를 두어 현사를 겸하게 하다가 세종 1년(1466년)에 진을 현으로 고쳐두었다. 당시 객사, 동헌, 아사, 향청, 작청, 현사 등 관아 건물이 《여지도서》에 기록으로 전하고 있다. 현존 건물 중 3동이 원형 그대로 보존되어 문화재로 지정되었다. 진서루는 정면 3칸, 측면 2칸의 중층누각으로 하층에 삼문을 설치하여 동헌의 출입문으로 사용하였다. 옥산아문은 내삼문으로 정면 7칸, 측면 1칸으로 양쪽에 1칸씩 홍살과 익실을 두었다. 동헌은 현감의 집무 건물로 정면 7칸 측면 3칸 중앙에 2칸의 우물형 마루를 두고 좌 · 우편에 4칸의 작은 방을 두었고, 장초석, 덤벙주초에 원기둥으로 건립하였다.

## 참고자료
- 남포 관아문 - 국가유산청 국가유산포털